# Pararistolochia preussii
Espèce
Synonymes
- Aristolcohia preussii Engl.[2]

Statut de conservation UICN

 CR A1c+2c C2a : 
En danger critique
Pararistolochia preussii Hutch & Dalziel est une espèce de plantes à fleurs de la famille des Aristolochiaceae et du genre Pararistolochia. C'est une liane endémique du Cameroun. 

## Étymologie
Son épithète spécifique preussii fait référence au botaniste allemand Paul Rudolph Preuss , qui collecta les spécimens entre le lac Barombi et Kumba.

## Description
Cette liane peut mesurer jusqu'à 10 mètres.  
Elle se développe dans les forêts de plaines dégradées. C'est une espèce rare qui se trouve entre 1 et 200 mètres d'altitude. 

## Distribution
Assez rare, en danger critique d'extinction du fait de la déforestation, l'espèce a été observée au Cameroun dans la Région du Sud-Ouest et celle du Sud.